# Mark 82
Mark 82 är en amerikansk flygbomb. Det är den näst minsta bomben i Mark 80-serien.
Bomben konstruerades under 1950-talet för att ersätta äldre flygbomber med en bomb som var tillräckligt strömlinjeformad för att kunna bäras som extern last i överljudsfart. Bombens skal är av stål och sprängladdningen består av 87 kg sprängmedel; antingen Minol, Tritonal eller H6. Varianten BLU-111 är avsedd för djupverkan och är laddad med PBXN-109 (64% RDX, 20% aluminiumpulver och 16% polymeriskt bindemedel). Bomben har uttag för 76 mm (3 tum) tändrör både i spetsen och i basen. 

## Varianter
- Mark 82 – Grundkonfiguration med spetsanslagsrör och konventionella fenor.
- Mark 82 Snakeye – Bomben utrustad med en Mark 15 bromsanordning som radikalt ökar bombens luftmotstånd efter att den släppts. Annordningen gör att bomben kan fällas från mycket låg höjd utan att riskera att explosionen skadar flygplanet.
- BLU-111 – Djupinträngande bomb laddad med PBXN-109. Används vanligen med enbart baständrör och en noskon av härdat stål i stället för spetsrör.
  - BLU-126 – Variant av BLU-111 där en del av sprängladdningen är ersatt med icke-explosiv polymer för att minska risken för sidoskador.
- BLU-129 – Variant av där stålskalet är ersatt av ett skal av kolfiberarmerad plast för att minska risken för sidoskador.
- Mark 36 Destructor – Mark 82 konverterad till sjömina genom att förses med magnetisk utlösning.[5]
  - Mark 62 Quickstrike – Ersättare för Mark 36 Destructor utrustad med Mark 57 sonar.[6]
- GBU-12 – Laserstyrd bomb utrustad med Paveway I-målsökare.
- GBU-49 – Laserstyrd bomb utrustad med Paveway II-målsökare.
- GBU-22 – Laserstyrd bomb utrustad med Paveway III-målsökare.
- GBU-38 – GPS-styrd bomb utrustad med JDAM-paket.
- GBU-54 – GPS- och laserstyrd bomb utrustad med LJDAM-paket.